# Borneodessus zetteli
Borneodessus zetteli är en skalbaggsart som beskrevs av Balke, Hendrich, Mazzoldi och Olof Biström 2002. Borneodessus zetteli ingår i släktet Borneodessus och familjen dykare.

## Underarter
Arten delas in i följande underarter:
- B. z. zetteli
- B. z. kalimantanensis